# 小山善元

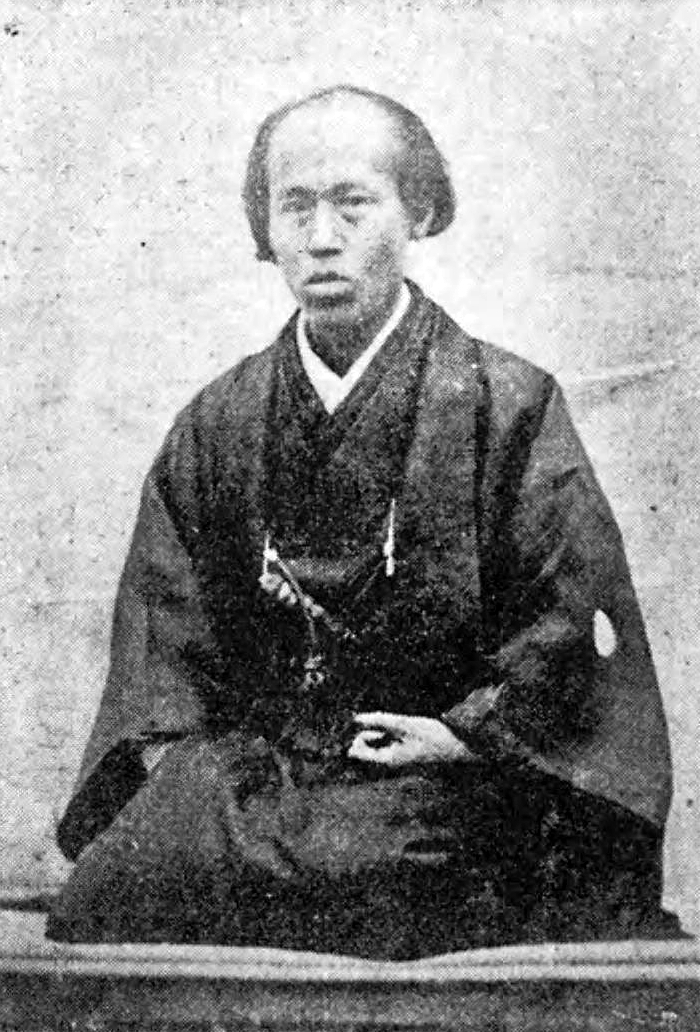
小山良運

小山 善元（こやま ぜんげん、1827年（文政10年） - 1869年（明治2年））は、越後長岡藩の藩医。通称は良運。同藩抜擢家老の河井継之助の藩政改革のブレーンの一人といわれている。号は撫松・小天。家系については小山觀翁を参照のこと。

## 概要
中間組（軽輩歩卒）から鍼灸師（針医）に転じた家系に生まれる。父の通称は良英。
良運の史料学的初見は安政6年（1859年）ごろに成立とみられる同藩安政分限に130石として見える。蘭学を志して江戸・大坂（適塾）・長崎（精得館）を遊学して長岡藩の蘭方医となる。
石高については、出典記載のない著述の中に160石としているものもあるが、一次史料からは確認できない。
医術のほか江戸では、幕府儒官の古賀謹一郎の私塾に入塾した。久敬舎にいたころ、小山良運や長岡家臣の花輪馨之進、同・三間市之進、同・川島鋭次郎、同・河井継之助等と藩政について日夜激論を交わした。彼らは周囲から、水を漏らさぬほど結束力が固いという意味で「桶党」と呼ばれていた（出典、｢峠｣司馬遼太郎）。
小説｢峠｣や、｢河井継之助伝｣（今泉鐸次郎著）には、小山良運は河井継之助の幼馴染みで、藩政改革推進の協力者、親友などとして、著述されている。

## 小山良運書状
三島古狂に宛てた書状で、新潟県長岡市立中央図書館に貴重資料に指定されている。慶応4年7月のものとみられる。
書状の内容は、｢三島が小山共にいる庄翁に託した子供が7月8日に無事に着いたことを知らせ、早期進撃の願いを伝えている｣（引用元、長岡市立中央図書館発行パンフレット）。

## 晩年・葬地
長岡士族総名順（明治2年成立）には、小山良運の名はなく、惣領の小山正太郎が、上司100石として藩庁に出仕している。
小山良運は、長岡藩が北越戦争敗戦後に、領内石瀬に住し、そのまま没した。遺骸は榮涼寺に葬られたが、のちに小山家の墓は真浄寺（東京都文京区向丘）に改葬された。

## 親族
- 小山玄良（15俵2人扶ちの微禄の鍼灸師小山玄悦の惣領、小山家中興の祖といえる2代目鍼灸師）。
- 小山良岱（長岡藩の処刑場で解剖をした藩医、小山良運の叔父）。
- 小山正太郎（長岡藩士、洋画家、教育者、小山良運の男子）。
- 小山吉郎（海軍少将、軍艦造船のプロフェッショナル、小山良運の男子）。
- 小山秋作（陸軍大佐、奉天軍政官、小山良運の男子）。
- 小山榮三（総理府世論調査研究所長・立教大学教授、小山良運の孫）。
- 小山觀翁（古典芸能評論家、小山良運の曽孫）。